# Esteban Chaves
Jhoan Esteban Chaves Rubio (Bogotà, 17 gennaio 1990) è un ciclista su strada colombiano che corre per il team EF Education-EasyPost. Professionista dal 2011; È soprannominato Chavito, Colibri e Sorriso. ha caratteristiche di scalatore. Nel 2015 ha vinto due tappe alla Vuelta a España. L'anno successivo è arrivato secondo al Giro d'Italia, vincendo anche una tappa e indossando la maglia rosa, nello stesso anno, arriva terzo alla Vuelta a España e si è aggiudicato il Giro di Lombardia, diventando il primo ciclista colombiano ad aver vinto una classica monumento.

## Carriera

### 2011-2013: gli esordi

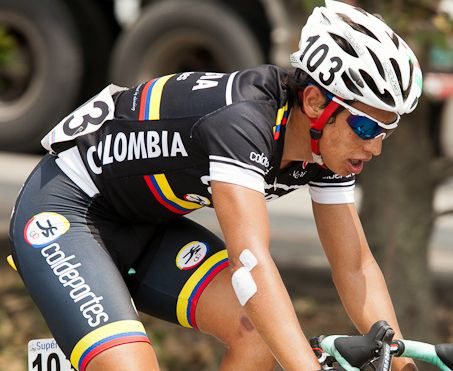
Esteban Chaves in azione con il team Colombia nel 2012.

Passato professionista nel 2011 in patria con la formazione Professional Colombia Es Pasión-Café de Colombia, in stagione prese parte a diverse gare europee e si aggiudicò il prestigioso Tour de l'Avenir in Francia. Nel 2012 si trasferì alla neonata Colombia-Coldeportes di Claudio Corti, gareggiando in molte corse italiane e spagnole. Dopo aver terminato diciottesimo e miglior giovane nella gara di casa, la Vuelta a Colombia, tra luglio e agosto concluse secondo alla Prueba Villafranca de Ordizia nei Paesi Baschi, battuto da Gorka Izagirre in volata, e vinse quindi una frazione alla Vuelta a Burgos e il Gran Premio Città di Camaiore, dopo una fuga con il campione nazionale italiano Franco Pellizotti sulla salita del Monte Pitoro, mettendo così a segno le prime due vittorie da pro.
Confermato dal team Colombia per il 2013, nel corso del Trofeo Laigueglia di febbraio fu vittima di una grave caduta che gli procurò la frattura composta della clavicola destra, mano sinistra, zigomo, seni mascellari e sfenoide, nonché una compressione polmonare ed abrasioni. Ricoverato in codice rosso a Pietra Ligure, venne sottoposto a un intervento di sette ore e mezza per ricostruire due nervi del braccio destro. Dovette così saltare il resto della stagione.

### 2014-2015: i primi successi
Nonostante il lungo stop, per il 2014 firmò un contratto biennale con il team australiano Orica-GreenEDGE. Rientrato alle corse in febbraio a Maiorca, dopo dodici mesi di stop, durante l'anno riuscì a vincere, tra maggio e giugno, una frazione di montagna al Tour of California e una al Tour de Suisse, e a classificarsi terzo e miglior giovane al Tour of Beijing (valido per il World Tour) nel finale di stagione.

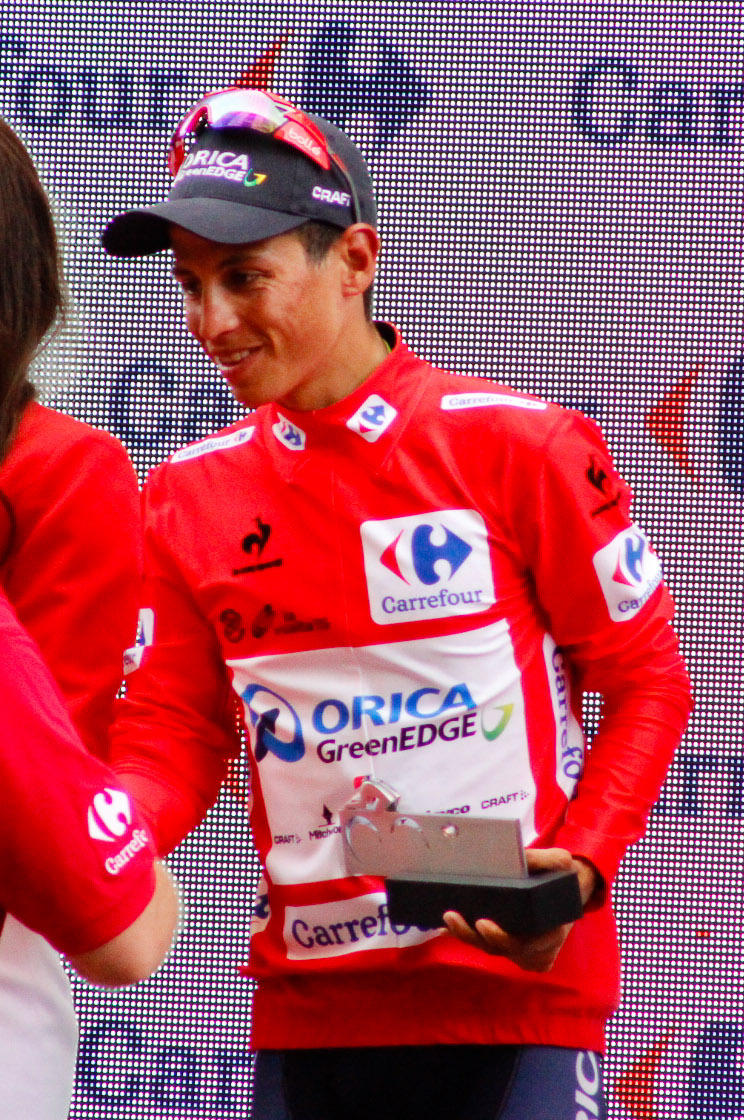
Esteban Chaves, in maglia rossa, premiato alla Vuelta a España 2015.

Nel 2015 prese parte per la prima volta al Giro d'Italia, vincendo la cronometro a squadre di apertura a Sanremo con la sua Orica-GreenEDGE, ma fino a tutto agosto non colse particolari risultati. Fu nel corso della Vuelta a España di quell'anno che si impose all'attenzione del grande pubblico, vincendo la seconda e la sesta tappa, vestendo la maglia rossa di leader della classifica generale per sei giorni e piazzandosi al quinto posto finale. Dopo quella Vuelta, riconfermato per altre tre stagioni dalla sua squadra, si classificò ottavo al Giro di Lombardia e vinse quindi una tappa e la classifica finale del neonato Abu Dhabi Tour.

### 2016: i podi finali a Giro e Vuelta e il successo al Lombardia
Nel 2016, dopo una primavera senza particolari acuti, si presenta al Giro d'Italia come capitano dell'Orica-GreenEDGE. Vince la quattordicesima tappa, il tappone dolomitico con arrivo a Corvara in Badia, attaccando sul passo di Valparola e dimostrando per tutta la corsa di essere uno dei migliori in salita. Conquista la maglia rosa provvisoria al termine della diciannovesima tappa, con arrivo a Risoul, per poi perderla alla penultima tappa dopo un'estenuante lotta con Vincenzo Nibali, il quale riesce a staccarlo sul Colle della Lombarda e ad accumulare vantaggio fino al traguardo di Sant'Anna di Vinadio. Nonostante questa lieve flessione nel penultimo giorno della corsa, riesce a salire sul secondo gradino del podio finale.
Dopo il Giro partecipa alla corsa in linea dei Giochi olimpici di Rio de Janeiro, piazzandosi al ventunesimo posto, e alla Vuelta a España, in cui conclude al terzo posto. Nella corsa a tappe spagnola, dopo un inizio non brillante, cresce di condizione nella terza settimana riuscendo a scalzare Alberto Contador dal terzo gradino del podio. Nello stesso settembre vince il Giro dell'Emilia, mentre in ottobre si presenta ai nastri di partenza del Giro di Lombardia, nell'edizione altimetricamente più dura mai disputata (con oltre 5000 metri di dislivello), riuscendo ad aggiudicarsi la corsa con una rimonta in extremis su Diego Rosa.

### 2017-2018: gli infortuni e il ritorno alla vittoria

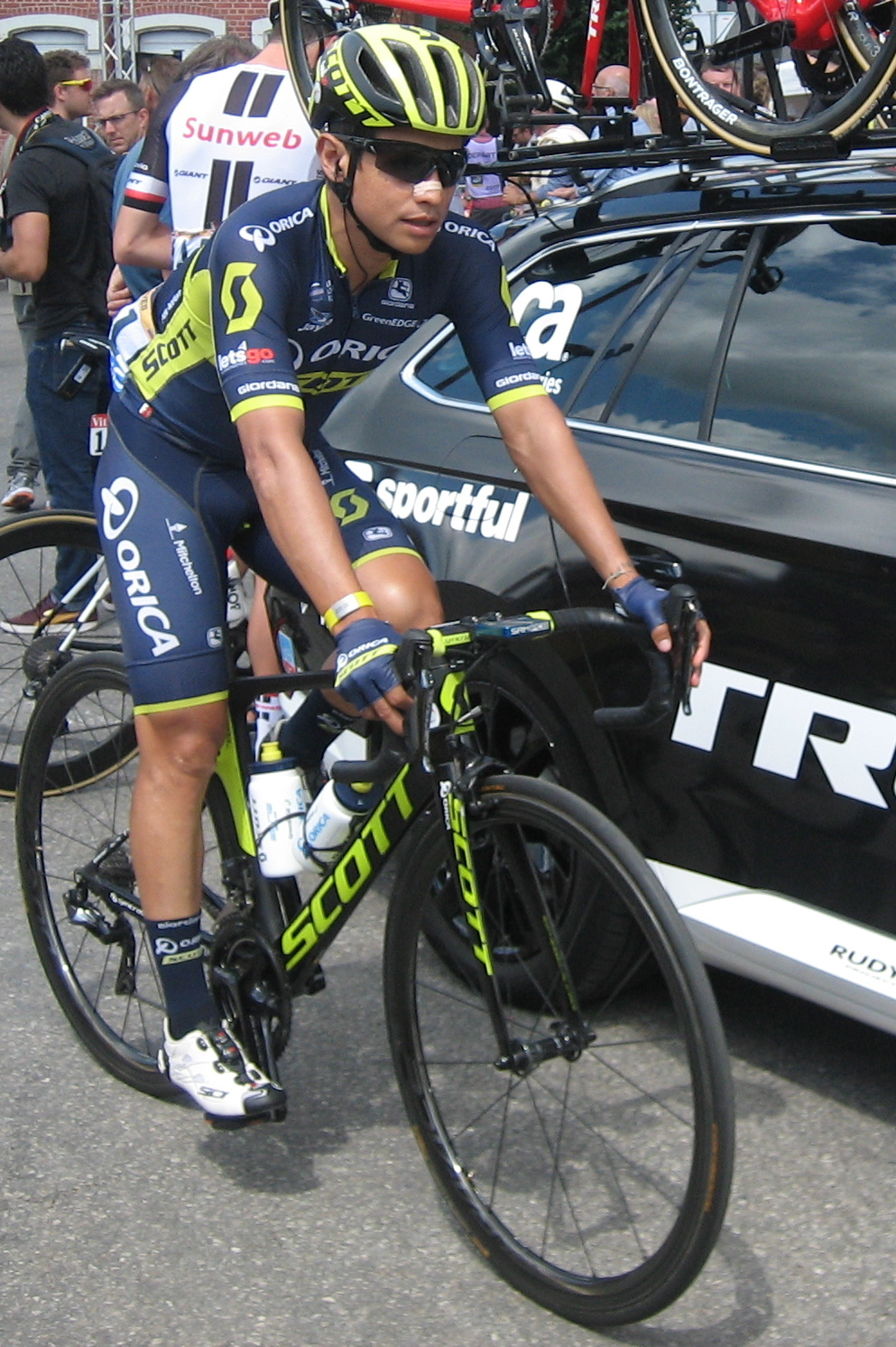
Esteban Chaves al Tour de France 2017.

Inizia la stagione 2017 partecipando, per la prima volta, al Tour Down Under. Grazie ai terzi posti di giornata ottenuti sugli strappi di Paracombe e Willunga Hill conclude la corsa al secondo posto a 48" dal vincitore Richie Porte. A causa di un infortunio al ginocchio è costretto a saltare buona parte delle corse primaverili, concentrandosi così sul recupero fisico in vista del suo debutto al Tour de France, che chiude però fuori classifica. Nel finale di stagione si piazza undicesimo nella classifica generale della Vuelta a España, dopo essere stato sul podio virtuale fino alla tredicesima tappa; conclude la stagione al Giro dell'Emilia fratturandosi una scapola e dovendo così rinunciare al Giro di Lombardia.
Torna al successo a inizio 2018 allo Herald Sun Tour: si impone infatti nella tappa regina con arrivo in salita, grazie ad un attacco a 17 km dal traguardo, e nella classifica finale della corsa. Selezionato dalla Mitchelton-Scott come co-capitano, assieme a Simon Yates, per il Giro d'Italia, vince la sesta tappa, con arrivo in salita sull'Etna, al termine di una lunga fuga, proprio davanti al compagno di squadra che lo raggiunge a poche centinaia di metri dal traguardo. Dopo essersi piazzato terzo sull'arrivo in salita del Gran Sasso ed essere risalito fino al secondo posto della classifica generale va in crisi sulla prima salita della decima tappa, arrivando a circa 25 minuti dai migliori sul traguardo di Gualdo Tadino. Anche nelle tappe successive continua ad accumulare pesanti ritardi, allontanandosi sempre più dalle posizioni di vertice della classifica generale e concludendo la corsa al 72º posto. Successivamente gli vengono diagnosticati il virus di Epstein Barr e problemi allergici che lo costringono a sospendere gli allenamenti e a saltare la Vuelta a España, suo grande obiettivo. Conclude così anzitempo la stagione.

### 2019-2021: le ultime tre stagioni con la Mitchelton/BikeExchange
Nella stagione 2019, dopo una primavera senza particolari acuti, partecipa al Giro d'Italia piazzandosi secondo nella diciassettesima tappa ad Anterselva e vincendo la diciannovesima e terzultima tappa della corsa, 151 chilometri da Treviso a San Martino di Castrozza. Nell'occasione, a due chilometri dal traguardo Chaves stacca il gruppetto di testa composto da altri cinque corridori, ottenendo in solitaria la sua terza vittoria al Giro davanti ad Andrea Vendrame e Amaro Antunes. Dopo il Giro è sesto al Giro di Slovenia, diciannovesimo alla Vuelta a España e quattordicesimo al Giro dell'Emilia.
Apre la stagione 2020 con i piazzamenti ai campionati nazionali e il settimo posto al Tour Colombia 2.1; dopo lo stop alle gare imposto dalla pandemia di COVID-19, è quarto alla Vuelta a Burgos, grazie al quarto posto nella frazione con arrivo sul Picón Blanco, e undicesimo al Giro di Polonia. Corre poi il Tour de France, la prova in linea dei campionati del mondo di Imola e la Vuelta a España, chiudendo però le tre prove fuori dai Top 20.
Nel marzo 2021, con la maglia del nuovo Team BikeExchange (ex Mitchelton), torna al successo facendo sua la tappa della Volta Ciclista a Catalunya con arrivo in salita al Port Ainé; nella corsa catalana, che conclude al sesto posto, si aggiudica anche la classifica a punti e quella degli scalatori. Tra aprile e giugno è quindi nono al Giro dei Paesi Baschi, ottavo alla Freccia Vallone, terzo al Gran Premio del Cantone Argovia e decimo al Giro di Svizzera. Partecipa poi al Tour de France, chiudendolo in tredicesima posizione, alla prova in linea olimpica ai Giochi di Tokyo e alla gara iridata nelle Fiandre, senza però risultati di rilievo. A fine stagione lascia dopo otto stagioni la BikeExchange per accasarsi alla EF Education-EasyPost.

2022-: Il passaggio alla EF Education-EasyPost.

## Palmarès
- 2009 (Colombia es Pasión, una vittoria)

1ª tappa Vuelta a Cundinamarca (Guatavita)
- 2011 (Colombia es Pasión-Café de Colombia, due vittorie)

1ª tappa Clásica Club Deportivo Boyacá (Tunja > Tunja)
Classifica generale Tour de l'Avenir
- 2012 (Colombia-Coldeportes, due vittorie)

5ª tappa Vuelta a Burgos (Comunero de Revenga > Lagunas de Neila)
Gran Premio Città di Camaiore
- 2014 (Orica-GreenEDGE, due vittorie)

6ª tappa Tour of California (Santa Clarita > Mountain High)
8ª tappa Tour de Suisse (Delémont > Verbier)
- 2015 (Orica-GreenEDGE, quattro vittorie)

2ª tappa Vuelta a España (Alhaurín de la Torre > Caminito del Rey)
6ª tappa Vuelta a España (Cordova > Sierra de Cazorla)
3ª tappa Abu Dhabi Tour (Al-'Ayn > Jebel Hafeet)
Classifica generale Abu Dhabi Tour
- 2016 (ORICA-BikeExchange, tre vittorie)

14ª tappa Giro d'Italia (Alpago > Corvara in Badia)
Giro dell'Emilia
Giro di Lombardia
- 2018 (Mitchelton-Scott, tre vittorie)

3ª tappa Herald Sun Tour (Mitchelton Winery > Lake Mountain)
Classifica generale Herald Sun Tour
6ª tappa Giro d'Italia (Caltanissetta > Etna)
- 2019 (Mitchelton-Scott, una vittoria)

19ª tappa Giro d'Italia (Treviso > San Martino di Castrozza)
- 2021 (Team BikeExchange, una vittoria)

4ª tappa Volta Ciclista a Catalunya (Ripoll > Port Ainé)
- 2023 (EF Education-EasyPost, una vittoria)

Campionati colombiani, Prova in linea

### Altri successi
- 2012 (Colombia-Coldeportes)

Classifica giovani Vuelta a Colombia
Classifica giovani Vuelta a Burgos
- 2014 (Orica-GreenEDGE)

Classifica giovani Tour of Beijing
- 2015 (Orica-GreenEDGE)

1ª tappa Giro d'Italia (San Lorenzo al Mare > Sanremo, cronosquadre)
Classifica giovani Abu Dhabi Tour
- 2016 (ORICA-BikeExchange)

Trofeo Bonacossa Giro d'Italia
- 2021 (Team BikeExchange)

Classifica a punti Volta Ciclista a Catalunya
Classifica scalatori Volta Ciclista a Catalunya

## Piazzamenti

### Grandi Giri
- Giro d'Italia

2015: 55º
2016: 2º
2018: 72º
2019: 40º
2024: 35°
- Tour de France

2017: 62º
2020: 23º
2021: 13º
2023: ritirato (14ª tappa)
- Vuelta a España

2014: 41º
2015: 5º
2016: 3º
2017: 11º
2019: 19º
2020: 27°
2022: non partito (16ª tappa)

### Classiche monumento
- Liegi-Bastogne-Liegi

2015: 68º
2021: 14º
2023: 45º
- Giro di Lombardia

2012: ritirato
2015: 8º
2016: vincitore
2019: 70º
2023: 75º

### Competizioni mondiali
- Campionati del mondo su strada

Limburgo 2012 - In linea Under-23: 6º
Ponferrada 2014 - In linea Elite: 70º
Yorkshire 2019 - In linea Elite: 38º
Imola 2020 - In linea Elite: 32º
Fiandre 2021 - In linea Elite: 64º
- World Tour

2014: 64º
2015: 39º
2016: 9º
- Giochi olimpici

Rio de Janeiro 2016 - In linea: 21º
Tokyo 2020 - In linea: 45º